# Artemiusz (Iljinski)
Artemiusz, imię świeckie: Aleksandr Matwiejewicz Iljinski (ur. 18 lipca?/30 lipca 1870 w Koszmie, zm. 30 sierpnia 1937) – rosyjski biskup prawosławny. 

## Życiorys
W 1890 ukończył seminarium duchowne w Archangielsku, zaś w 1898 Petersburską Akademię Duchowną. Po ukończeniu nauki w seminarium początkowo pracował jako nauczyciel, zaś w 1892 przyjął święcenia kapłańskie. Od 1898 do 1899 służył w cerkwi św. Tichona Zadońskiego przy Aleksandrowskim Przytułku, następnie przez rok – w cerkwi św. Aleksandra Newskiego przy szpitalu homeopatycznym, od 1900 do 1914 w cerkwi przy Instytucie księżniczki Teresy Oldenburskiej (wszystkie w Petersburgu). W 1914 otrzymał godność protoprezbitera.
W 1915 został rektorem seminarium duchownego w Ufie. 8 czerwca tego samego roku złożył wieczyste śluby mnisze z imieniem Artemiusz, zaś 14 czerwca otrzymał godność archimandryty. W czerwcu 1917 otrzymał nominację na biskupa łuskiego, wikariusza eparchii piotrogrodzkiej i ładoskiej; jego chirotonia odbyła się 30 lipca tego samego roku. W 1922 przystąpił do Żywej Cerkwi. W ramach tego ruchu w lecie 1923 został mianowany arcybiskupem piotrogrodzkim. Brał udział w soborze Żywej Cerkwi w 1923. W październiku 1923 podjął rozmowy na rzecz przejścia razem ze swoimi parafiami do kanonicznego Rosyjskiego Kościoła Prawosławnego, jednak ostatecznie przerwał je i w listopadzie 1923 przyjął tytuł metropolity piotrogrodzkiego w Żywej Cerkwi. Miesiąc później złożył akt pokutny i wrócił do Rosyjskiego Kościoła Prawosławnego. W latach 1924–1928 przebywał na zesłaniu.
19 maja 1928 otrzymał godność biskupa ołonieckiego i pietrozawodzkiego. Dwa lata później przeniesiony na katedrę tobolską. 7 stycznia 1937 otrzymał godność arcybiskupią. W tym samym roku został aresztowany, skazany na śmierć i rozstrzelany.